# Петмез
Петмѐз (на турски: Pekmez), в България наричан още рачел, маджун, адъ, представлява сгъстен сироп от плод с високо съдържание на захар – захарно цвекло, захарна тръстика, грозде, диня, сини сливи, тиква. В него не се прибавя допълнително количество захар.
Употребява се за подслаждане на ошав, може да се яде с хляб, брашнени каши или да се подслади качамак. Широко разпространен е в България до 50-те години на XX век.
За да се сгъсти сокът, се използва нагорещено желязо, пресята дървесна пепел или глина, които се поставят във врящата смес. Когато сокът е изврял наполовина, в петмеза могат да се сложат парченца тиква, пъпеш, малки зелени домати, зърна от грозде, дюли, праскови, ябълки, круши, орехови ядки, запечени бадеми. За да останат твърди, трябва да преседят във варов разтвор за около 1,5 – 2 часа. Ако се използват тиква или дюли, те трябва да преседят по-малко, защото са по-твърди.